# Les Salaziennes
Les Salaziennes est un recueil de poèmes du poète français d'origine bourbonnaise Auguste Lacaussade paru en 1839. Il était dédicacé à Victor Hugo.

## Annexe